# Piteo
En la mitología griega Piteo (en griego Πιτθεύς, Pittheús) fue el rey célebre de Trecén, reputado por su sabiduría y especialmente por ser el abuelo materno y preceptor del héroe Teseo. 
En cuanto a su abolengo, Piteo pertenecía a la estirpe de los Pelópidas, esto es, era uno de los hijos de Pélope, el soberano de Pisa. Su madre no era otra que Hipodamía, hija de Enómao, aunque en al menos un escolio se la refiere con el nombre de Día —si es que ambos nombres no son variantes del mismo—. Aunque se desconoce la identidad de la esposa de Piteo, ésta alumbró una hija, Etra. No obstante al menos en una sola versión se nos dice que Piteo fue padre de Heníoca, a su vez madre del bandido Escirón.
Eurípides nos dice que Piteo era afamado por ser un hombre sabio y experto en cuestiones de oráculos. Pausanias nos narra su juventud y dice que en la polis de Larisa se encuentra un templo de Apolo que fue construido por Piteo cuando llegó de Delfos. Piteo, junto con su hermano Trecén, marchó desde Pisátide y ambos se hospedaron junto a Aetio, un hijo de Antas y a su vez nieto de Poseidón y Alcíone. Aetio compartió la soberanía del reino con sus dos huéspedes pero los hijos de Pélope tuvieron más poder. A la muerte de Trecén Piteo dio el nombre a la ciudad en honor de su hermano y anexionó las regiones de Hiperea y Antea a la propia ciudad de Trecén, congregando para ello a sus habitantes. Detrás del templo de la acrópolis de Trecén se encuentra el sepulcro de Piteo; se dice que el propio Piteo en otros tiempos tomaba asiento en un trono de mármol con dos acompañantes y allí impartía justicia. En un santuario a las Musas cercano Piteo enseñaba el arte de los discursos e incluso llegó a escribir un libro sobre el tema. Piteo también dedicó un altar a Temis, garante de la justicia. Algunos dicen que durante el reinado de Piteo se presentó Belerofonte para pedir la mano de Etra, cuando el héroe huía de Corinto, aunque esta no es la historia más conocida.
No obstante más célebre fue la unión de Etra y Egeo, auspiciada por el propio Piteo. Éste hospedó a Egeo tras su marcha por Trecén y comprendió antes que su huésped un oráculo acerca del modo en que podría tener hijos. Se dice que la pitia le había dicho a Egeo que "no quitara el tapón que sobresalía del odre antes de llegar a Atenas". Piteo emborrachó a Egeo y lo acostó con su hija Etra, y de la unión de ambos nació Teseo; aunque Poseidón había yacido esa misma noche también con Etra. No obstante algunos opinan que fue el propio Piteo quien extendió el rumor del ayuntamiento entre Etra y Poseidón con el objetivo de dotar a su nieto Teseo de un abolengo divino. Piteo crio a su nieto Teseo en su corte. También hospedó al propio Heracles y fue entonces cuando el pequeño Teseo comenzó sus hazañas. Más adelante Teseo, ya como rey de Atenas, envió a su hijo Hipólito a la casa de Piteo, quien se encargó de su crianza y así Hipólito terminaría sucediendo a su bisabuelo Piteo en el trono de Trecén.